# یلو (اسپانیا)
یلو (به اسپانیایی:Yelo) یکی از دهستان‌های اسپانیا و جزء استان سریا است که در بخش کاستیا و لئون واقع شده است.

## خصوصیات
«یلو» با ۲۴ کیلومتر مربع مساحت، طبق سرشماری سال ۲۰۰۴ درگاه ملی آمار (اسپانیا)، ۵۵ نفر جمعیت دارد.